# Запорожець Сак Якович
Сак Якович Запорожець (*1886 с. Петрівка Новобасанська волость, Чернігівська губернія — †1937, Запоріжжя, Бобровицький район, Чернігівська область) — управитель Запорізького відділку Петрівської економії, замордований у 1937 році НКВС.

## Освіта
- 1907 — Київське зразкове залізничне двокласне училище за фахом майстер-наладник.

## Суспільна діяльність
З 1924 до 1936 року — управитель Запорізького відділу Петрівської економії. Не підтримував колективізацію.
У 1937 році був замордований представниками НКВС за відмову від створення колгоспу. Голова економії і головний бухгалтер у 1937 році були страчені працівниками НКВС м. Кобижчі без слідства.
У господі Сака Яковича було примусово реквізовано до щойно створеного колгоспу четверо коней, четверо волів, три корови, два плуги, дві борони, грабарка, косарка, два вози, гарба, чотири комплекти упряжі та націоналізовані дві комори і 25 гектарів землі.

## Пам'ять
За рішенням сільських зборів іменем Сака Запорожця названо село Запоріжжя.
Сак Якович Запорожець похований на сільському цвинтарі. Надпис надмогильного козацького хреста містить його прізвище, співзвучне назві села.

## Родина
Батько Яків Григорович, мати Ольга Михайлівна, сестра Оксана.
Дружина — Запорожець Василина Гордіївна (*1891 — †1967). Одружились 1908 року.
У шлюбі народилася донька Уляна (*1909 — †1998).